# Poggiorsini
Poggiorsini község (comune) Olaszország Puglia régiójában, Bari megyében.

## Fekvése
Baritól nyugatra, a Murgia területén, a Puglia-Basilicata határ mentén fekszik.

## Története
A település, a vidéken található karsztbarlangoknak köszönhetően már az újkőkorszakban benépesült. A rómaiak idején a Via Appia közelsége szintén hozzájárult a vidék fejlődéséhez, önálló település azonban nem alakult ki. Az első említése a 11. századból származik. Ekkor Castel Garagnone néven volt ismert az itt megépült erőd után. Különböző nemesi családok birtokolták, majd a feudalizmus felszámolásával a Nápolyi Királyságban, a 19. század elején lett önálló község.

## Népessége
A lakosság számának alakulása:

## Főbb látnivalói
- a Castello del Garagnone romjai